# Laie (librerías)
Laie es un grupo de librerías. La primera se abrió en 1979 en Barcelona, encabezada por Montse Moragas y Conxita Guixà, y actualmente cuenta con más de una veintena de establecimientos en España.

## Historia
Un grupo de amigas abrió su primera librería en el número 85 de la Calle de Pau Claris, en diciembre de 1979 y la inauguraron en 1980, especializándose en libros de arte, historia, filosofía, sociología, ciencias y narrativa.
Diez años después de abrir la primera librería de Pau Claris, se abrió el café que hay en la planta superior. En 1996, uno de los libreros, Antonio Ramírez, se marchó de Laie para abrir otra librería en Barcelona, La Central.
En 2000 ya disponían de un fondo de más de 40.000 libros, de los cuales el 30% de importación (en inglés, francés, italiano, alemán y portugués) y de una base de datos con más de 160.000 referencias.Para celebrar sus primeros veinte años, editaron 1980-2000. 20 años de Laie, donde editores y autores como Jaume Vallcorba, Jorge Herralde, Andreu Martín, Josep Fontana y J. F. Yvars hablaron sobre la evolución del sector y sobre qué les atraía del establecimiento.
Con los años, Moragas y Guixà fueron ampliando el negocio, gestionando las librerías de espacios culturales como el CCCB (desde 1999), el Museo Picasso, CosmoCaixa, CaixaFórum, MNAC y Macba, así como espacios en el Park Güell, La Pedrera, la Sagrada Família y el recinto modernista del hospital de Sant Pau.

## Premios y reconocimientos
- 2013 - Premio Trayectoria (otorgado por el Gremio de Libreros de Cataluña )
- 2015 - Premio Boixareu Ginesta en la Librería del Año (otorgado por la Federación de Gremios de Editores de España)
- 2020 - Premio Memorial Pere Rodeja con mención especial al director literario de Laie Pau Claris, el librero Lluís Morral (otorgado por el Gremio de Libreros de Cataluña )